# Fjällig glansstjärt
Fjällig glansstjärt (Metallura aeneocauda) är en fågel i familjen kolibrier.

## Utseende
Fjällig glansstjärt är en liten mörkgrön kolibri med kort och rak näbb. Hanen är gnistrande grön på strupen, vilket honan saknar som också är mer färglöst brunaktig under. Jämfört med liknande smaragdstrupig glansstjärt är hanen mer bronsfärgad med fjälligt utseende på strupe och bröst samt grönare stjärt. Honan är mörkare under utan kraftigt orangebeige på strupe och bröst.

## Utbredning och systematik
Fjällig glansstjärt delas in i två underarter med följande utbredning:
- Metallura aeneocauda aeneocauda – förekommer från Anderna i sydöstra Peru (Cusco och Puno) till nordvästra Bolivia (La Paz)
- Metallura aeneocauda malagae – förekommer i Yungas i Bolivia (Cochabamba och västra Santa Cruz)

## Levnadssätt
Fjällig glansstjärt hittas i kanter av elfinskog och i fuktiga buskmarker ovan trädgränsen.

## Status
Trots det begränsade utbredningsområdet och att den tros minska i antal anses beståndet vara livskraftigt av internationella naturvårdsunionen IUCN. 